# Тарасов, Александр Иванович (писатель)
Алекса́ндр Ива́нович Тара́сов (27 марта 1900, деревня Назаровская, Чарондская волость, Кадниковский уезд, Вологодская губерния — 30 сентября 1941, Хвойнинский район, Ленинградская область) — русский советский писатель, фронтовой корреспондент.

## Биография
Александр Иванович Тарасов родился 27 марта 1900 года в деревне Назаровская Чарондской волости Кадниковского уезда Вологодской губернии (в настоящее время Вожегодский район Вологодской области) в бедной крестьянской семье. Отец — Иван Фёдорович, работал слесарем, мать — Мария Ивановна. Был в семье одним из восьми детей. Окончил сельскую школу, после чего был отправлен в Соловецкий монастырь, откуда сбежал. С 12 лет будущий писатель начал работать, сначала помогая отцу по хозяйству, затем рабочим в Архангельске. С июня 1919 по 1921 год служит в Красной Армии, где впервые пробует себя в качестве писателя, делая заметки о солдатской жизни. В начале 1921 года окончил курсы ликбеза в петроградском институте Красной Армии имени Н. Г .Толмачёва. Ликвидировать безграмотность Тарасов отправился в родную деревню. Здесь он организовал рукописный журнал «Деревенское творчество», однако после первого номера выпуск его прекратился. В мае 1921 года Тарасов впервые публикуется в губернской газете, под псевдонимом.
В 1924 году Тарасов переехал в Вологду и поступил в совпартшколу, вступает в партию. Он становится членом литературной группы «Борьба». В 1925 году три его рассказа попадают в альманах «Зарницы». Он часто ездит в родную деревню, что помогает создавать произведения, посвящённые северному краю и его жителям. С 1928 года работает библиотекарем в Няндоме, выпускает литературную газету, пишет повести. В 1929 году в московском издательстве «Федерация» опубликована повесть «Будни», в июне того же года Тарасов едет в Москву на Первый Всероссийский Съезд крестьянских писателей.
В 1931 году Тарасов переехал в Москву и полностью посвятил себя творчеству. Он продолжает разрабатывать тему северных деревень. В 1935 году появляется повесть «Отец», основанная на личном опыте писатели, его взаимоотношениях с родным отцом. Несколько произведений публикуются в журнале «Красная новь»: «Анна из деревни Грехи» (1936), «Охотник Аверьян» (1938), «Крупный зверь» (1939). В 1940 году выходит повесть «Возвращение Аверьяна». Но огорчает писателя то, что критики обходят его работы вниманием, только в 1941 году проза Тарасова получает профессиональную оценку.
Великая Отечественная война застаёт Тарасова врасплох: он полон творческих планов, но рвётся в бой. Вскоре его призывают на службу и направляют на Карельский фронт. Он становится корреспондентом красноармейской газеты «В бой за Родину». 30 сентября 1941 года Тарасов погиб во время налёта немецкой авиации.
Александр Иванович Тарасов был похоронен в деревне Горки Хвойнинского района Ленинградской области (в настоящее время в Новгородской области).

## Семья
Жена — Н. О. Егорова.

## Сочинения
- В тумане : рассказ // Зарницы : лит.-худож. альм. — Вологда, 1925. — Кн. 1. — С. 43—60.
- Ниточка бус : рассказ // Зарницы : лит.-худож. альм. — Вологда, 1925. — Кн. 1. — С. 43—60.
- В лесу : рассказ // Зарницы : лит.-худож. альм. — Вологда, 1925. — Кн. 1. — С. 43—60.
- Будни : повесть. — М., 1929.
- Встреча : рассказ // Звезда Севера. — 1932. — № 4/5. — С. 80.
- Анна из деревни Грехи : повесть // Красная новь. — 1936. — № 6. — С. 38—54.
- Подруги : рассказ // Красная новь. — 1936. — № 11.
- Крупный зверь : повести и рассказы. — М., 1939.
- Охотник Аверьян : повесть. — М., 1941.
- Повести и рассказы / [послесл. Б.Валецкого]. — М., 1946.
- Охотник Аверьян : [повести и рассказы] / [вступ. ст. Ю. И. Дюжева]. — Архангельск ; Вологда, 1986. — (Сер. «Русский Север»).